# Julio Cortázar
Pour les articles homonymes, voir Cortázar.
 (septembre 2024).
Si vous disposez d'ouvrages ou d'articles de référence ou si vous connaissez des sites web de qualité traitant du thème abordé ici, merci de compléter l'article en donnant les références utiles à sa vérifiabilité et en les liant à la section « Notes et références ».
Œuvres principales
- Marelle
- Cronopes et Fameux
- Todos los fuegos el fuego

Julio Florencio Cortázar Descotte (), né le 26 août 1914 à Ixelles (Belgique) et mort le 12 février 1984 dans le 10e arrondissement de Paris, est un écrivain argentin, auteur de romans et de nouvelles, établi en France en 1951 et qui, tout en conservant sa nationalité argentine, acquiert aussi la nationalité française vers la fin de sa vie, en 1981, comme acte de protestation contre la dictature militaire argentine de l'époque.

## Biographie

### Enfance
Julio Cortázar est né à Ixelles, une commune située dans le sud-est de Bruxelles, en Belgique. Le pays est alors envahi par les Allemands dans le cadre de la Première Guerre mondiale. Le petit « Coco », comme le nomme sa famille, est le fils de Julio José Cortázar et de Maria Herminia Descotte, tous deux argentins. Son père est fonctionnaire de l'ambassade d'Argentine en Belgique. Grâce à la grand-mère maternelle allemande de Julio, la famille Cortázar va vivre en Suisse jusqu'à la fin de la Première Guerre mondiale. Peu de temps après, Julio part vivre à Barcelone un an et demi puis, en 1918, il rentre en Argentine.
Il vit alors à Banfield, un quartier périphérique au sud de Buenos Aires, avec sa mère et sa petite sœur, son père ayant abandonné la famille lorsqu'il avait 6 ans. Il s'inspirera de ses souvenirs passés dans la maison familiale pour écrire Los venenos et Deshoras. Malgré l'aisance financière de sa famille, son enfance ne fut pas tout le temps heureuse. Dans une lettre qu'il écrira le 4 novembre 1963 à Graciela M. de Sola, résidant à Paris, il mentionne avoir vécu « beaucoup de servitude, une sensibilité excessive, une tristesse fréquente »[réf. souhaitée]. Julio Cortázar garde de son enfance un souvenir brumeux avec une perception de l'espace-temps différente des autres. De plus, Julio a une santé fragile et tombe souvent malade. Il reste donc au lit la plupart du temps et commence à se familiariser avec la lecture, qui devient vite une passion. À neuf ans, il a déjà lu Jules Verne, Victor Hugo et Edgar Allan Poe, entre autres. Il souffre même de cauchemars durant un certain temps. Il passe aussi des heures à lire Le petit Larousse. Sa mère s'inquiète et contacte le directeur de son école ainsi qu'un médecin pour voir si Julio est sain d'esprit. Ils lui recommandent soit de supprimer la lecture, soit de la diminuer pendant cinq ou six mois pour qu'il puisse sortir et prendre le soleil.
Julio Cortázar est un écrivain précoce car, entre neuf et dix ans, il écrit une nouvelle qu'il perdra malheureusement plus tard, incluant quelques contes et sonnets. À cause de la grande qualité de sa plume, sa famille doute que Julio ait pu écrire de tels textes. Il en sera attristé et confiera ce souvenir lors de futures entrevues. Beaucoup de ses contes sont autobiographiques et racontent ce qu'il a fait durant son enfance, par exemple Bestiario, Final del juego, Los venenos et La señorita Cora.

### Jeunesse
Après avoir terminé ses études primaires à l’école no 10 de Banfield, il est formé comme enseignant en 1932 puis professeur de lettres en 1935 à l'École des professeurs Mariano Acosta.
De ces années est venu L'école de nuit (Deshoras). Il commence à fréquenter les stades pour regarder de la boxe, où il conçoit une sorte de philosophie du sport : « éliminer l’aspect sanglant et cruel qui provoque à la fois le rejet et la colère » (La fascination des mots). Il admire l'homme qui va toujours de l'avant, la force pure et le courage mobilisés pour gagner (Torito, Fin du jeu).
Il a à peine dix-neuf ans lorsqu'il découvre à Buenos Aires Opium : journal d'une désintoxication de Jean Cocteau, traduit par Julio Gomez de la Serna, avec une préface de son frère Ramón. Cela l'éblouit et devient l'un de ses livres de chevet, l'accompagnant toute sa vie.

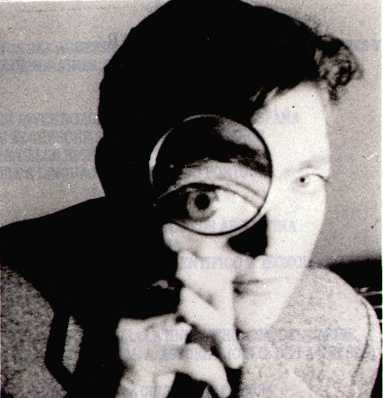
Portrait de Julio Cortázar par Sara Facio.

Cortázar commence des études de philosophie à l'Université de Buenos Aires. Il réussit la première année, mais il comprend qu'il devrait utiliser le titre de professeur pour travailler et aider sa mère. Il a enseigné à Bolivar, Saladillo (ville figurant dans son livre civique en tant que bureau d'inscription), puis à Chivilcoy. Il vivait dans des chambres de pensions isolées, profitant de son temps libre pour lire et écrire.[pas clair] Entre 1939 et 1944, Cortázar vit à Chivilcoy, où il enseigne la littérature à l'école normale et participe fréquemment aux réunions d'amis qui se déroulent dans la salle de photographie d'Ignacio Tankel. C'est sur sa proposition qu'il collabore pour la première fois à un scénario : celui du film La sombra del pasado, (filmé dans cette ville entre août et décembre 1946). Cet épisode est traité dans le film documentaire, À la recherche de l’ombre du passé, réalisé par Gerardo Panero, en 2004.
En 1944, il s'installe à Mendoza où il enseigne la littérature française à l'Université nationale de Cuyo.
Son premier récit, Bruja, est publié dans la revue Correo Literario. Il participe à des manifestations contre le péronisme. En 1946, lorsque Juan Domingo Perón remporte les élections présidentielles, il démissionne. « J'ai préféré abandonner mon siège avant d'être obligé de retirer ma veste, comme cela a été le cas pour de nombreux collègues qui ont choisi de rester à leur poste. » Il publie un premier volume d'histoires, La otra orilla. De retour à Buenos Aires, il commence à travailler à la Chambre des livres argentine et la même année sort le récit Casa tomada dans le magazine Los Anales de Buenos Aires, dirigé par Jorge Luis Borges, ainsi qu'un ouvrage sur le poète anglais John Keats, L'urne grecque dans la poésie de John Keats dans le journal de Estudios Clásicos de l'Université de Cuyo.
En 1947, il collabore avec plusieurs magazines, dont Realidad, et rédige un essai théorique : Teoría del túnel (Théorie du tunnel. Notes pour une situation du surréalisme et de l’existentialisme).
De la fin des années 1940 jusqu'en 1953, il collabore avec le magazine Sur, fondé et dirigé par Victoria Ocampo. Son premier travail pour le magazine était un article sur la mort d'Antonin Artaud. Ce magazine a acquis une grande partie de sa pertinence historique en raison de la participation d’un groupe d’écrivains, le Grupo Florida, avec entre autres Borges et Victoria Ocampo. Contraste dialectique avec le groupe Boedo, aux origines bien plus modestes, publiant à Editorial Claridad et se réunissant dans l'historique café El Japonés[pas clair].
En 1948, il obtient le titre de traducteur public anglais et français après avoir achevé en seulement neuf mois des études qui durent normalement trois ans. L'effort a provoqué des symptômes névrotiques. L'un d'eux (la recherche de cafards dans la nourriture) disparaît avec l'écriture de l'histoire Circe, qui, avec les deux précédentes citées, est parue dans le magazine Los anales de Buenos Aires, et sera incluse plus tard dans le livre Bestiario.
En 1949, il publie le poème dramatique Los Reyes, le premier ouvrage signé de son vrai nom et ignoré des critiques. Au cours de l'été, il écrit un premier roman, Divertimento, qui préfigure en quelque sorte Rayuela, écrit en 1963.
En plus de collaborer avec Realidad, il écrit pour d'autres magazines culturels à Buenos Aires, tels que Cabalgata et Sur (huit textes, principalement des critiques littéraires et des films). Dans le magazine littéraire Oeste de Chivilcoy, il publie le poème « Semilla » et des collaborations dans trois autres numéros.
En 1950, il écrit son deuxième roman, El examen, rejeté par le conseiller littéraire de Editorial Losada, Guillermo de Torre. Cortázar l'a présenté à un concours organisé par le même éditeur, encore une fois sans succès, et, comme le premier roman, il n'a été publié qu'en 1986.
En 1951, il publie Bestiario, un recueil de huit histoires qui lui vaut une certaine reconnaissance locale. Peu de temps après, insatisfait du gouvernement de Perón, il décide de s'installer à Paris, une ville où, à l'exception de voyages sporadiques en Europe et en Amérique latine, il passe le reste de sa vie.

### Années en France

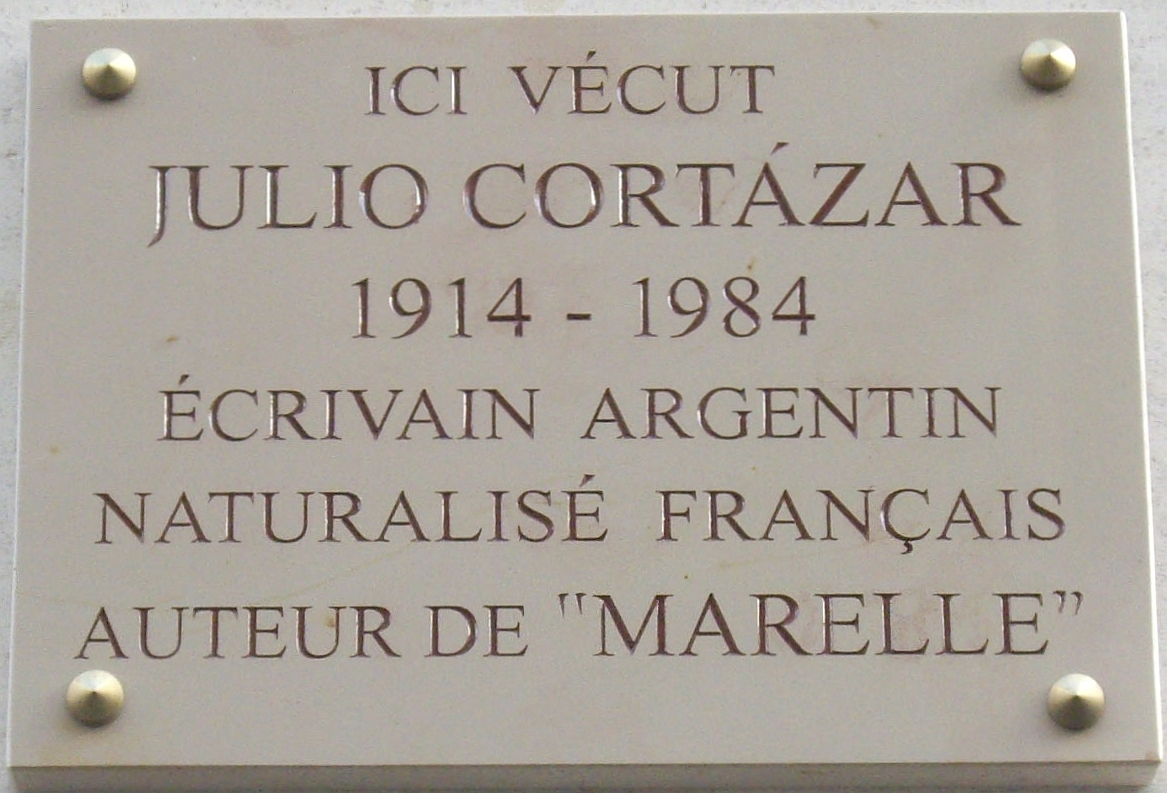
Plaque commémorative au 4, rue Martel à Paris.

En 1951, Cortázar émigre en France, pays où il habite pour le reste de sa vie ponctuée par de nombreux voyages. Il traduit en espagnol Defoe, Yourcenar, Poe. Alfred Jarry et Lautréamont qui sont d'autres influences décisives. À partir de 1952, il travaille ponctuellement pour l’UNESCO comme traducteur. Il écrit ses oeuvres les plus importantes à Paris ou à Saignon. C'est dans ce village du Vaucluse qu'il passe de longs séjours entre 1964 et 1978 : il y achète une maison et s’installe avec sa femme Aurora Bernárdez. Il y fait venir de nombreux amis regroupant ainsi un phalanstère d’Argentins en exil, comme Julio Silva, Rosario Moreno, Gladis et Saúl Yurkievich, Gregorio Manzur, Aldo Franceschini, Luis Tomasello. D'autres penseurs et écrivains sont régulièrement invités dans cette maison : García Márquez, Carlos Fuentes, José Donoso, Vargas Llosa. C’est également à Saignon que Julio Cortázar commence à écrire des textes directement en français.

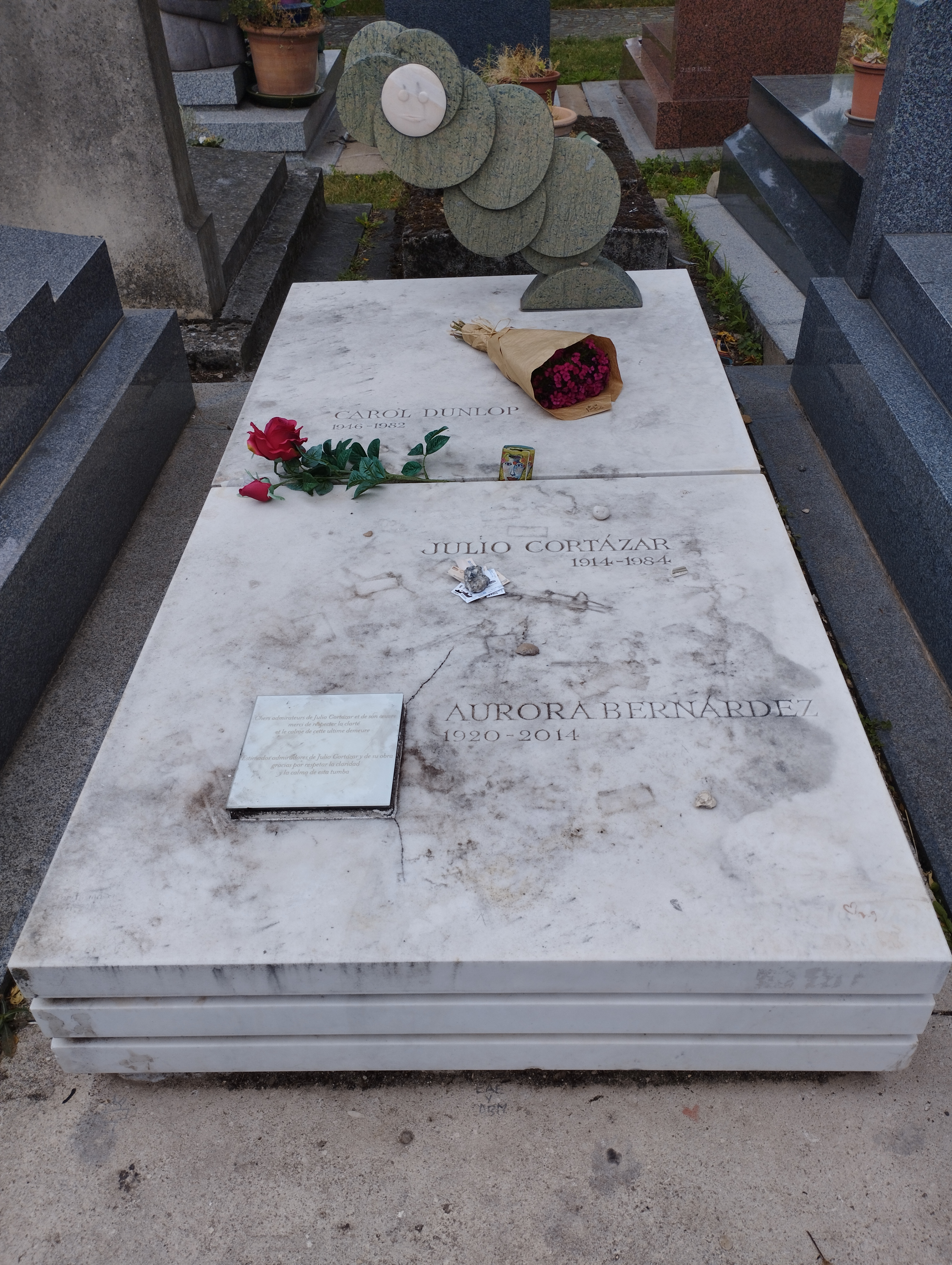
Tombe de Julio Cortázar et Carol Dunlop au cimetière du Montparnasse (division 3).

Cortázar s'intéresse ensuite aux droits de l'homme et à la gauche politique en Amérique latine, déclarant son soutien à la révolution cubaine (tempéré par la suite : tout en maintenant son appui, il soutient le poète Heberto Padilla) et aux sandinistes du Nicaragua. Il participe aussi au tribunal Russell. La nature souvent contrainte de ses romans, comme Livre de Manuel, 62 modelo para armar ou Marelle, conduit l'Oulipo à lui proposer de devenir membre du groupe. Écrivain engagé, il refuse, l'Oulipo étant un groupe sans démarche politique affirmée.
Naturalisé français par François Mitterrand en 1981 en même temps que Milan Kundera, il meurt du SIDA (contracté lors d’une tranfusion) trois ans plus tard, le 12 février 1984 dans le 10e arrondissement de Paris, où il vivait au 4 rue Martel,. Sa tombe au cimetière du Montparnasse, non loin de celle de son ami le peintre Bernard Mandeville, est un lieu de culte pour des jeunes lecteurs, qui y déposent des dessins représentant un jeu de marelle, parfois un verre de vin.

### Vie privée
En 1953, Cortazar épouse Aurora Bernárdez, une traductrice argentine à Paris. Il affronte certaines difficultés financières avant d'accepter le rôle de traducteur pour l’œuvre complète en prose de Edgar Allan Poe pour l'Université de Porto Rico. Il est dit de son travail[Qui ?], salué par les critiques, qu'il s'agit de la meilleure traduction de cette œuvre de l'auteur américain. Avec son épouse ils sont allés vivre en Italie durant l'année de leur traduction, puis ils sont partis en bateau jusqu'à Buenos Aires. Cortazar a alors effectué la meilleure partie de son travail d'écriture sur sa machine à écrire portable et a publié son nouveau roman.
En 1967, il divorce d'avec Aurora Bernárdez et il fréquente la lituanienne Ugnė Karvelis, avec qui il ne se marie pas et qui lui transmet un grand intérêt pour la politique,.
Avec sa troisième compagne et seconde épouse, l'autrice américaine Carol Dunlop, ils font de nombreux voyages. Entre autres, ils voyagent en Pologne, où il participe à un congrès de solidarité avec le Chili. Un autre voyage avec sa femme apparaît dans son livre Les Autonautes de la cosmoroute, qui raconte le long voyage (trente-deux jours) de ce couple sur l'autoroute Paris-Marseille.
Après la mort de Carol Dunlop, Aurora Bernárdez accompagne Cortázar dans la maladie avant de devenir la seule héritière de son œuvre publiée et de ses textes.

## Œuvre
L'œuvre de Julio Cortázar se caractérise entre autres par l'expérimentation formelle, la grande proportion de nouvelles et la récurrence du fantastique et du surréalisme. Si son œuvre a souvent été comparée à celle de son compatriote Jorge Luis Borges, elle s'en distingue toutefois par une approche plus ludique et moins érudite de la littérature. Avec Marelle (1963), Cortázar a par ailleurs écrit l'un des romans les plus commentés de la langue espagnole.
Une grande partie de son œuvre a été traduite en français par Laure Guille-Bataillon, souvent en collaboration étroite avec lui.

### Romans
- Los premios (1960) Publié en français sous le titre Les Gagnants, traduit par Laure Guille-Bataillon, Paris, Fayard, coll. « Horizon libre », 1961  (ISBN 2-07-028007-1) ; réédition, Paris, Gallimard, coll. « Folio » no 1354, 1982  (ISBN 2-07-037354-1)
- Rayuela (1963) Publié en français sous le titre Marelle, traduit par Laure Guille-Bataillon et Françoise Rosset, Paris, Gallimard, coll. « Du monde entier », 1966 ; réédition, Paris, Gallimard, coll. « L'Imaginaire » no 51, 1979  (ISBN 2-07-029134-0)
- 62 Modelo para armar (1968) Publié en français sous le titre 62, maquette à monter, traduit par Laure Guille-Bataillon, Paris, Gallimard, coll. « Du monde entier », 1971  (ISBN 2-07-028007-1)
- Libro de Manuel (1973) - Prix Médicis étranger 1974 Publié en français sous le titre Livre de Manuel, traduit par Laure Guille-Bataillon, Paris, Gallimard, coll. « Du monde entier », 1974  (ISBN 2-07-029030-1) ; réédition, Paris, Gallimard, coll. « Folio » no 1812, 1987  (ISBN 2-07-037812-8)
- Divertimento (écrit en 1949, publié de façon posthume en 1986)
- El examen (écrit en 1950, publié de façon posthume en 1986) Publié en français sous le titre L'Examen, traduit par Jean-Claude Masson, Paris, Denoël, coll. « Et d'ailleurs », 2001  (ISBN 2-207-25275-2)
- Diario de Andrés Fava (1986), publication posthume Publié en français sous le titre Journal d'Andrés Fava, traduit par Françoise Rosset, Paris, Denoël, coll. « Et d'ailleurs », 2001  (ISBN 2-207-25283-3)

### Recueils de récits
- Historias de cronopios y de famas (1962) Publié en français sous le titre Histoires des Cronopiens et des Fameux, La Louvière, Belgique, Daily-Bul, coll. « Les poquettes volantes » no 24, 1968 ; réédition dans une édition augmentée sous le titre Cronopes et Fameux, traduit par Laure Guille-Bataillon, Paris, Gallimard, coll. « Du monde entier », 1977  (ISBN 2-07-029623-7) ; réédition, Paris, Gallimard, coll. « Folio » no 2435, 1992  (ISBN 2-07-038577-9)
- Un tal Lucas (1979) Publié en français sous le titre Un certain Lucas, traduit par Laure Guille-Bataillon, Paris, Gallimard, coll. « Du monde entier », 1989  (ISBN 2-07-071621-X) ; réédition, Paris, Gallimard, coll. « Folio » no 5727, 2014  (ISBN 978-2-07-045740-3)

### Recueils de contes et nouvelles
- La otra orilla (1945)
- Bestiario (1951) Publié en français, avec des nouvelles tirées de Final del juego, sous le titre Gîtes, traduit par Laure Guille-Bataillon, Paris, Gallimard, coll. « Du monde entier », 1968
- Final del juego (1956) Publié en français sous le titre Fin d’un jeu, traduit par Laure Guille-Bataillon et Françoise Rosset, Paris, Gallimard, coll. « L'Imaginaire » no 508, 2004  (ISBN 2-07-077337-X). Parmi les nouvelles qu'il contient se trouve Une fleur jaune.
- Las armas secretas (1959)[16] Publié en français sous le titre Les Armes secrètes, traduit par Laure Guille-Bataillon, Paris, Gallimard, coll. « La Croix du Sud », 1963 ; réédition, Paris, Gallimard, coll. « Folio » no 448, 1973  (ISBN 2-07-036448-8)
- Todos los fuegos el fuego (1966) Publié en français sous le titre Tous les feux le feu, traduit par Laure Guille-Bataillon, Paris, Gallimard, coll. « Du monde entier », 1970
- Octaedro (1974) Publié en français sous le titre Octaèdre, traduit par Laure Guille-Bataillon, Paris, Gallimard, coll. « Du monde entier », 1976  (ISBN 2-07-029434-X) ; réédition, Paris, Gallimard, coll. « L'Imaginaire » no 475, 2003  (ISBN 2-07-076807-4)
- Alguien que anda por ahí (1977) Publié en français sous le titre Façons de perdre, traduit par Laure Guille-Bataillon, Paris, Gallimard, coll. « Du monde entier », 1978  (ISBN 2-07-028078-0) ; réédition, Paris, Gallimard, coll. « L'Étrangère », 1993  (ISBN 2-07-072836-6) ; réédition, Paris, Gallimard, coll. « L'Imaginaire » no 652, 2014  (ISBN 978-2-07-076006-0)
- Queremos tanto a Glenda (1980) Publié en français sous le titre Nous l'aimons tant, Glenda, traduit par Laure Guille-Bataillon et Françoise Campo-Timal, Paris, Gallimard, coll. « Du monde entier », 1982  (ISBN 2-07-021275-0) ; réédition, Paris, Gallimard, coll. « Folio » no 5728, 2014  (ISBN 978-2-07-045739-7)
- Deshoras (1982) Publié en français sous le titre Heures indues, traduit par Laure Guille-Bataillon et Françoise Campo-Timal, Paris, Gallimard, coll. « Du monde entier », 1986  (ISBN 2-07-070689-3)
- Nouvelles, histoires et autres contes (édition intégrale de la traduction de tous les contes et nouvelles), Paris, Gallimard, coll. « Quarto », 2008  (ISBN 978-2-07-078544-5)

### Théâtre
- Los reyes (1949) Publié en français sous le titre Les Rois, traduit par Laure Guille-Bataillon, Arles, Actes Sud, 1983  (ISBN 2-903098-40-9)
- Adiós Robinson y otras piezas breves (1995), publication posthume Publié en français sous le titre Rien pour Pehuajó, suivi de Adieu Robinson, traduit par Françoise Thanas, Paris, Éditions théâtrales, 2000  (ISBN 2-84260-079-7)

### Poésie
- Presencia (1938), sous le pseudonyme de Julio Denis
- Pameos y meopas (1971)
- Salvo el crepúsculo (1984) Publié en français sous le titre Crépuscule d'automne, traduit par Silvia Baron Supervielle, Paris, J. Corti, 2010  (ISBN 978-2-7143-1027-9)

### Traduction
- Villiers de l'Isle Adam, La Sombra de Meyerbeer, Ediciones Gulab y Aldabahor, Cuadernos del Eco, no 5, (1949). Escolio y versión de Julio Cortázar.

### Critiques
- Obra crítica (1994)
- Obra crítica (2006), publication posthume
- Imagen de John Keats (écrit en 1951 et 1952, publié de façon posthume en 2007)
- Clases de literatura. Berkeley, 1980 (2013), publication posthume

### Correspondance
- Correspondencia Cortázar-Dunlop-Monrós (2009)
- Cartas a los Jonquières (2010)
- Cartas 1. 1937 - 1954 (2012)
- Cartas 2. 1955 - 1964 (2012)
- Cartas 3. 1965 - 1968 (2012)
- Cartas 4. 1969 - 1976 (2012)
- Cartas 5. 1977 - 1984 (2012)

### Autres publications
- Les Discours du Pince-gueule (écrit directement en français), Paris, M. Cassé, 1966 (lithographies de J. H. Salva) ; réédition, Fata Morgana, 2002  (ISBN 2-85194-567-X)
- La vuelta al día en ochenta mundos (1967)
- Buenos Aires, Buenos Aires (1967), photographies de Sara Facio Publié en français sous le titre Buenos Aires, photographie de Alicia D'Amico, Paris, Éditions Sudamericana, 1968
- Último round (1969) Publié en français, avec des extraits de La vuelta al día en ochenta mundos, sous le titre Le Tour du jour en quatre-vingts mondes, traduit par Laure Guille-Bataillon, Karine Berriot, J.-C. Lepetit et Céline Zins, Paris, Gallimard, coll. « Du monde entier », 1980
- Viaje alrededor de una mesa (1970)
- Literatura en la revolución y revolución en la literatura (1970)
- Prosa del observatorio (1972) Publié en français sous le titre Prose de l'observatoire, traduit par Laure Guille-Bataillon, Paris, Gallimard, 1988  (ISBN 2-07-071170-6)
- Fantomas contra los vampiros multinacionales (1975) Publié en français sous le titre Fantômas contre les vampires des multinationales, Paris, La Différence, coll. « Les Voies du Sud » no 5, 1991  (ISBN 2-7291-0718-5)
- Humanario (1976), photographies de Sara Facio et d'Alicia D'Amico
- Territorios (1978)
- Tendres Parcours (1978) (photographies de Frédéric Barzilay, traduit par Laure Guille-Bataillon, Paris, F. Barzilay)
- El perseguidor (publié initialement en 1959 dans le recueil Les Armes secrètes) (1981) Publié en français sous le titre L'Homme à l'affût, traduit par Laure Guille-Bataillon, Paris, Futuropolis-Gallimard, 2010  (ISBN 978-2-7548-0406-6)
- Los autonautas de la cosmopista (1982), en collaboration avec Carol Dunlop Publié en français sous le titre Les Autonautes de la cosmoroute, traduit par Laure Bataillon et Françoise Campo, Paris, Gallimard, coll. « Du monde entier », 1983  (ISBN 2-07-070021-6)
- La fascinación de las palabras (1982) Publié en français sous le titre Entretiens avec Omar Prego, Paris, Gallimard, coll. « Folio-Essais » no 29, 1986  (ISBN 2-07-032339-0)
- Nicaragua tan violentamente dulce (1983)
- Silvalandia (1984)
- Alberto Martini (1984), livre sur Alberto Martini, aux éditions Franco Maria Ricci
- Alto el Perú (1984), photographies de Manja Offerhaus
- Papeles inesperados, 1940-1984 (2009), publication posthume Publié partiellement en français sous le titre Pages inespérées, traduit par Sylvie Protin, Paris, Gallimard, coll. « Du monde entier », 2014  (ISBN 978-2-07-014510-2)
- Corrección de pruebas en Alta Provenza (2012), publication posthume
- El último combate (2014), publication posthume
- Produit du hasard : hypertexte et poésie combinatoire (trad. de l'espagnol par Sylvie Protin et Jacques Jouet), Lyon/38-Tignieu-Jameyzieu, Presses universitaires de Lyon, 2019, 189 p. (ISBN 978-2-7297-0954-9)[17] — Contient notamment la traduction française de son essai « Théorie du tunnel » (« Teoría del túnel », 1947, publié dans Obra crítica, 1994).

## Cinéma

### Scénarios
- 1946 : La sombra del pasado, film argentin réalisé par Ignacio Tankel
- 1971 : La Fin du jeu, court métrage français réalisé par Renaud Walter
- 1982 : Intramuros, court métrage mexicain réalisé par Cristina Gómez

### Films adaptés de ses œuvres
(Liste non exhaustive)
- 1964 : Circe, film argentin réalisé par Manuel Antín, d'après la nouvelle éponyme
- 1966 : Blow-Up, film britannico-américano-italien réalisé par Michelangelo Antonioni, d'après la nouvelle Les Fils de la vierge
- 1967 : Week-end, film franco-italien réalisé par Jean-Luc Godard, inspiré de la nouvelle L'Autoroute du Sud (non créditée au générique)
- 1979 : Le Grand Embouteillage, film franco-germano-italien réalisé par Luigi Comencini, d'après la nouvelle L'Autoroute du Sud (non créditée au générique)
- 2000 : Furia, film français réalisé par Alexandre Aja, d'après la nouvelle Graffiti
- 2008 : Continuidad de los parques, court métrage uruguayen réalisé par Alfonso Guerrero[19] d'après la nouvelle éponyme[20]
- 2008 : Mentiras piadosas, film argentin réalisé par Diego Sabanés, d'après plusieurs nouvelles

## Voir aussi

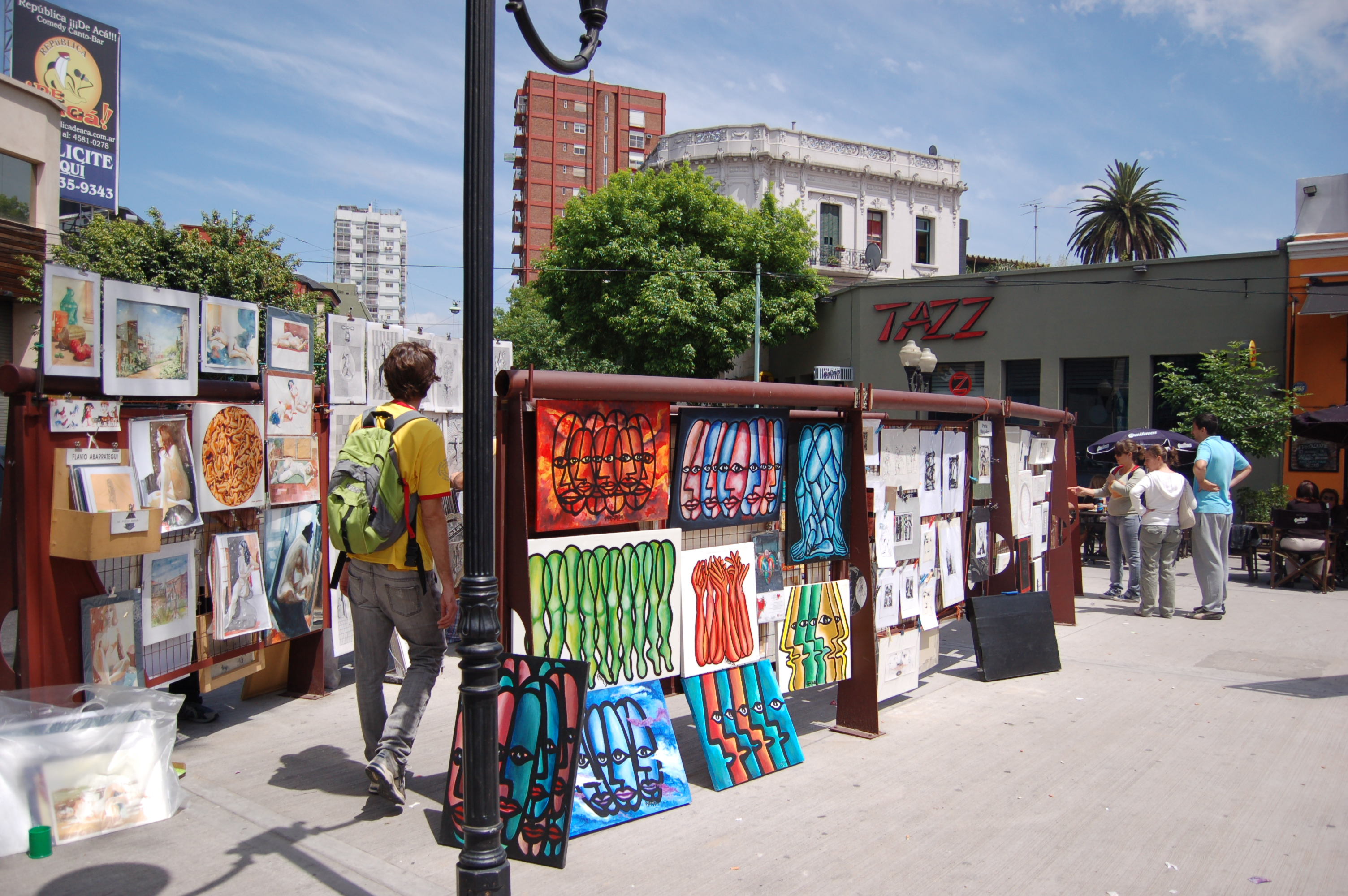
La place Cortázar dans le quartier de Palermo, à Buenos Aires.